# العرين قبلي
قرية العرين قبلي هي إحدى القرى التابعة لمركز ملوى بمحافظة المنيا في جمهورية مصر العربية. حسب إحصاءات سنة 2006، بلغ إجمالي السكان في العرين قبلي 4441 نسمة، منهم 2260 رجلا و2181 امرأة.